# アダンバレエ
『アダンバレエ』は2016年8月24日に発売されたCoccoの9枚目のアルバム。

## 解説
前作『プランC』から約1年10ヶ月ぶりのアルバム。
結ばれない恋の散り際を歌った「有終の美」、沖縄への気持ちをつづった「楽園」、憂鬱な季節に思う人生感を描いた「卯の花腐し」、今作を象徴する曲「ひばり」など全13曲を収録。
Coccoはこの作品について「生存者（サバイバー）による生存者（サバイバー）のためのアルバム」とコメントしている。
初回限定盤と通常盤の2種類をリリースした。初回限定盤には、最新のアーティスト画像、Coccoの地元沖縄の撮り下ろし写真、レコーディング風景の写真を内容とする全56ページのフォトブックが付属した。フォトブックの歌詞は全曲Cocco本人の手書きで掲載されており、CDジャケットに書かれたタイトルも本人が書いたものとなっている。 
「有終の美」は、2016年8月3日よりアルバムリリースに先だって配信された。同年8月10日にはYouTube公式チャンネルにて、MUSIC VIDEOも公開された。

## 収録曲
| 全作詞・作曲: Cocco。 |                     |       |            |                           |      |
| #                     | タイトル            | 作詞  | 作曲・編曲 | 編曲                      | 時間 |
| 1.                    | 「愛しい人」        | Cocco | Cocco      |                           | 3:37 |
| 2.                    | 「楽園」            | Cocco | Cocco      | Tomi Yo                   | 3:20 |
| 3.                    | 「Sleeping Beauty」 | Cocco | Cocco      |                           | 4:20 |
| 4.                    | 「フレア」          | Cocco | Cocco      |                           | 3:32 |
| 5.                    | 「すみれ色」        | Cocco | Cocco      |                           | 3:39 |
| 6.                    | 「影踏み」          | Cocco | Cocco      |                           | 3:28 |
| 7.                    | 「花も咲いたよな」  | Cocco | Cocco      | Toshiyuki Kishi           | 4:38 |
| 8.                    | 「椿姫」            | Cocco | Cocco      |                           | 3:32 |
| 9.                    | 「Rosheen」         | Cocco | Cocco      |                           | 2:03 |
| 10.                   | 「卯の花腐し」      | Cocco | Cocco      | Tomi Yo                   | 3:29 |
| 11.                   | 「常情嬢」          | Cocco | Cocco      |                           | 3:02 |
| 12.                   | 「有終の美」        | Cocco | Cocco      | Yasuaki Shimizu（弦編曲） | 4:44 |
| 13.                   | 「ひばり」          | Cocco | Cocco      |                           | 4:22 |